# Festa do Divino Espírito Santo de Mogi das Cruzes
Festa do Divino Espírito Santo de Mogi das Cruzes é uma das mais antigas e bonita manifestações populares de religiosidade católica na Região do alto Tietê , com conteúdo folclórico local, de culto ao Divino Espírito Santo.

## Origem e História da festa do Divino Espírito Santo
A festa do Divino Espírito Santo tem origem na antiguidade, também chamada de Ceifas, das Semanas, da Lei, e outros nomes.
A festa do Divino faz parte também do calendário judaico, e é celebrada sete semanas depois da páscoa, era celebrada desde o século XIV, na igreja católica como festividade religiosa em Portugal.
Devido a colonização Portuguesa a festa do Divino foi introduzida no Brasil provavelmente desde o século XVII, sempre foi uma festa de caráter popular.

## A cidade de Mogi das Cruzes
Mogi das Cruzes é  uma cidade da região metropolitana do Estado de São Paulo, possui grande imigração de japoneses. Foi na década de 20 que a primeira família japonesa chegou em Mogi das Cruzes, Segundo o historiador Glauco Ricciele. Alguns outros japoneses chegaram depois e muitos vieram principalmente de províncias localizadas no norte do Japão.
O município possui 721 quilômetros quadrados (km²) de extensão territorial. A (população de Mogi das Cruzes, segundo a última atualização do IBGE, em julho de 2014), é de 419.839 habitantes.

## A festa do Divino Espírito Santo em Mogi das Cruzes
Em Mogi a festa existe desde o final do século XVII, é  uma das mais antigas do Brasil e o  maior evento folclórico e religioso do Alto Tietê. Existe um documento descoberto pelo historiador Jurandyr Ferraz de Campos que comprova que a devoção no Divino Espírito Santo tem mais de 400 anos em Mogi das Cruzes.

## Preparativos
Um ano antes são escolhidos, novos festeiros, ou seja, pessoas de destaque, dispostas, e que participam ativamente dos rituais durante a festa, os quais, também anteriormente, organizaram e realizaram eventos como chás e bingos,  mensalmente, arrecadando fundos, ou seja, gerenciando tudo, e fazendo a divulgação do evento da festa do ano seguinte. Existe um casal de fiéis festeiros, indicados por pessoas que já participaram de outras festas, e que passarão pelo “filtro” do bispo diocesano.

## Abertura
A festa tem 11 dias e tem início, em uma quinta-feira e acaba em um domingo, o “Domingo de Pentecostes”.

## Alvoradas e passeatas
As alvoradas  são caminhadas que se iniciam  no primeiro sábado de festas e duram até o último dia da festa no “Domingo de pentecostes”, às 5 da manhã com ponto de partida , o “Império” altar  que significa o altar do Divino  montado na Praça da Catedral, e cada dia são realizados um trajeto diferente pelo centro de Mogi das Cruzes, a caminhada é aberta pelos “lanterneiros” que são devotos com lanternas relembrando e mantendo a tradição de quando não tinha energia elétrica na cidade, alguns devotos também carregam lanternas para pagar promessas, a folia do divino que são grupo de 4 homens instrumentistas e cantores  que cantam também participa da alvorada. As passeatas são caminhadas que saem da Catedral e vão visitar as casas de devotos muitas vezes casas de idosos e pessoas doentes, na frente vão festeiros e ex- festeiros e os devotos com suas bandeiras, a folia do divino também acompanha as passeatas.

## Quermesse
Durante todas a noites da festa funciona a quermesse no bairro Mogilar, no Centro de Integração Profissional (CIP), onde há venda de comidas e bebidas típicas da festa e da cidade de Mogi das Cruzes, e diariamente tem apresentações de grupos folclóricos e grupos musicais, na quermesse é que se arrecada dinheiro para custear a festa. Semanalmente a quermesse inicia-se às 18:30 h e aos sábados e domingos às 14:00 h.

## Entrada dos Palmitos
A entrada dos Palmitos é o ponto de maior destaque e um dos momentos mais significativos da Festa do Divino Espírito Santo de Mogi das Cruzes.
Representa a chegada dos colonos para a festa de Pentecostes e lembra a chegada dos devotos da população rural à cidade para participar da procissão agradecendo a fartura da boa colheita.
Essa parte da festa possui grande conteúdo folclórico, e só possui em Mogi das Cruzes, possui carros de boi que eram um meio de transporte antigamente. 
Anualmente a “Entrada dos Palmitos” ocorre na manhã de sábado, véspera de Pentecostes, penúltimo dia da festa, sendo acompanhada por milhares de pessoas, nas calçadas, de onde apreciam o cortejo formado: pelos festeiros, capitães de mastro, devotos, grupos folclóricos (congada, marujada, moçambique), grupos de alunos, bandas de música, carros de boi enfeitados com flores, fitas e produtos agrícolas, charretes, carroças e cavalheiros.
Uma peculiaridade: desde o início as ruas eram enfeitadas com folhas de palmito, entretanto por uma questão ecológica, em 1985, foi proibido o corte do palmito, para não extinguirem as palmeiras nativas da mata atlântica, pois a extração do palmito implica na morte da palmeira, uma vez que seu meristema apical é eliminado, atualmente são utilizadas apenas as folhas da palmeira Juçara na marcação do trajeto, e mudas da árvore são carregadas por um dos carros de boi.
A concentração da “Entrada dos Palmitos” ocorre em frente da capela Santa Cruz, de onde seguem em procissão, pelas ruas centrais da cidade e no final todos seguem para o local onde acontece a quermesse para o tradicional “Afogadão”, que é considerado um alimento sagrado por muitos fiéis que aguardam muito tempo na fila, acreditando no poder de cura após consumirem o alimento.

## Culinária
A festa possui sua própria culinária tradicional, o Afogado bem tradicional é servido depois da entrada dos palmitos, servido gratuitamente para os devotos, é um ensopado à base de carne e batata, tortinho é um bolinho caipira em formato de meia lua, o churrasco dos sete dons é um churrasco é que são usadas  sete iguarias para o tempero , rosa-sol é uma bebida típica feita de cachaça, vinho quente bebida à base de vinho tinto seco ou doce feita basicamente com maçãs picadas, também comidas típicas orientais como yakissoba já são tradição devido a grande imigração japonesa na cidade de Mogi das Cruzes.

## Procissão
No último dia da festa, ocorre a procissão em louvor ao Espírito Santo, que parte da Catedral Santana, com a participação de milhares de devotos percorrem as principais ruas da cidade.        
Na procissão participam o grupo folclórico de Congada, Moçambique e Marujada;
que é um grupo que apresenta danças de cantigas religiosas.
os personagens das rezadeiras que são pessoas que fazem peregrinação nas casas dos devotos para fazer uma reza, o personagem do Imperador é uma tradição da festa vinda de Portugal que representa a coroação do Imperador do Divino Espírito Santo, festeiros, Capitães-do-Mastro que tem a função de guardar e preparar um mastro que é um costume para o capitão recepcionar os presentes com chá, bolos, e biscoitos, é para se erguer na matriz na véspera de Pentecoste, símbolos como as bandeiras que possuem cor vermelha e desenha de pomba branca no centro ou com o desenho do Divino pousado em um globo, possui altares na cor do Dom que presenta a passagem da procissão, e para-se a procissão para uma menina soltar a pombinha que representa aquele símbolo, em cada parada tem uma alocução sobre o significado .na procissão possui um tapete ornamental, onde passa a procissão nas ruas e que cobre as ruas Dr. Paulo Frontin e Dr. Deodato Wertheimer que é feito por alunos das escolas da região, e também o Andor do Divino.